# Styringomyia subimmaculata
Styringomyia subimmaculata är en tvåvingeart som beskrevs av Alexander 1950. Styringomyia subimmaculata ingår i släktet Styringomyia och familjen småharkrankar.
Artens utbredningsområde är Kamerun. Inga underarter finns listade i Catalogue of Life.